# Louis Cheikhô

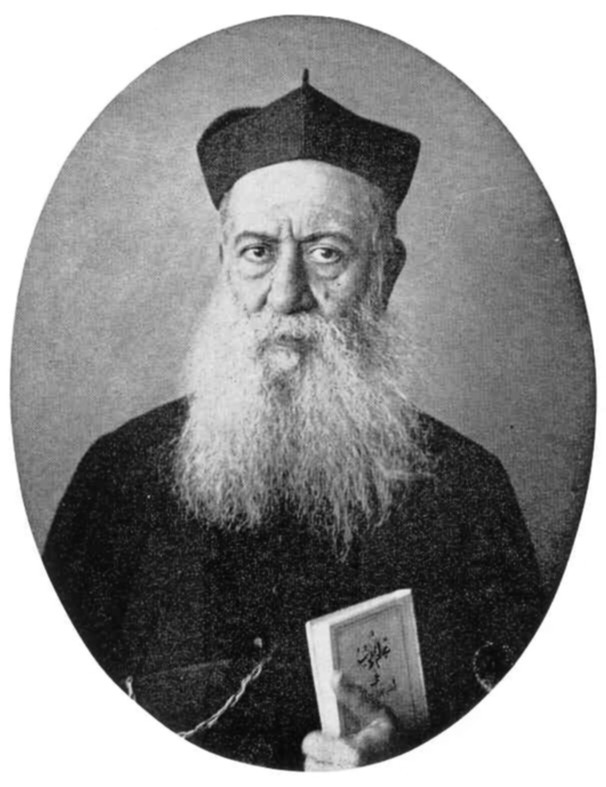
Louis Cheikhô

Louis Cheikhô (* 5. Februar 1859 in Mardin; † 1927 in Beirut; eigentlicher Name Rizq Allah Cheikhô لويس شيخو) war Orientalist, Theologe und Jesuit.

## Leben
Louis Cheikhô folgte seinem Bruder in die Jesuitenschule in Ghazîr im Libanon 1868. Er lernte dort moderne und alte europäische bzw. orientalische Sprachen. 1874 trat er in das Jesuitenseminar Lons-le-Saunier in Frankreich ein. Von 1878 bis 1888 lehrte er in Beirut an der Université Saint-Joseph Arabische Literatur, parallel studierte er an derselben Universität Philosophie. Anschließend studierte er in Großbritannien vier Jahre und in Wien und Paris Theologie für jeweils ein Jahr. Ab 1894 lehrte er wieder in Beirut.

## Wirken
Cheikhô gilt als bedeutender Wissenschaftler und Pionier, der das Erbe der christlich-arabischen Kultur wiederentdeckte. Er publizierte unveröffentlichte christlich-orientalische Literatur in arabischer Sprache, welche er auf Reisen im Libanon, im Irak, in Syrien und in der Türkei sammelte. 1898 gründete er die Zeitschrift al-Machriq.

## Schriften
- Vingt traités théologiques d'auteurs arabes chrétiens, IXe-XIIIe siècle. Mitarbeiter der Edition: P. Louis Malouf und P. Constantin Bacha. Imprimerie catholique, Beyrouth, 2., erweiterte Aufl. 1920 (Haupttext auf Arabisch, Vorwort auf Französisch).
- Anciens traités arabes, contenant « La politique de Themistius », « L'économie domestique de Probus » (?), « Les récits amusants de Barhebraeus » et « L'exclusion de la tristesse », attribué à Platon. Imprimerie catholique, Beyrouth 1920–1923.